# Karolina Pitoń
Karolina Pitoń (* 25. Februar 1987 in Zakopane) ist eine polnische Biathletin.
Karolina Pitoń lebt in Kościelisko und studiert Sportwissenschaften. Die Athletin vom BKS WP - Kościelisko wird von Adam Jakiela trainiert und gehört seit 2006 dem polnischen Nationalkader an. Ihren ersten wichtigen internationalen Einsatz hatte die junge Polin 2004 bei den Juniorenweltmeisterschaften in der Haute-Maurienne. Dort wurde sie 61. des Einzels und 52. des Sprints. Im weiteren Verlauf des Jahres bestritt Pitoń ihre ersten Rennen im Junioren-Europacup. Zwei Jahre später startete sie in Presque Isle erneut bei den Juniorenweltmeisterschaften und wurde dort 34. im Einzel, 23. im Sprint, 16. der Verfolgung und elfte im Staffelwettbewerb. Beste Ergebnisse bei den Junioreneuropameisterschaften in Langdorf im selben Jahr waren Platz neun mit der Staffel und 37 in der Verfolgung. Die Juniorenweltmeisterschaften 2007 in Martell brachten als bestes Ergebnis Platz 40 im Verfolgungsrennen. Die besten Ergebnisse der Junioren-EM 2007 in Bansko waren Platz 17 im Sprint und fünf mit Weronika Nowakowska und Marta Koza im Staffelrennen. Im Sommer des Jahres startete sie bei der Sommerbiathlon-Juniorenweltmeisterschaften in Otepää. Bei den Welttitelkämpfen in Estland wurden Platz 14 im Crosslauf-Massenstart und Rang 13 im Skiroller-Sprint. 2008 nahm Pitoń in Ruhpolding letztmals an Junioren-WM teil. Bestes Ergebnis wurde Platz 23 im Verfolger. Erfolgreichstes Großereignis der Juniorenzeit wurden die Europameisterschaften 2008 in Nové Město na Moravě. Im Einzel erreichte sie nur Rang 35, im Sprint musste sie sich nur Marine Bolliet geschlagen geben. In der Verfolgung verpasste die Polin als Viertplatzierte eine weitere Medaille, zudem wurde sie mit Katarzyna Ponikwia, Magdalena Nykiel und Novakowska Neunte im Staffelrennen bei den parallel zu den Junioren-EM ausgetragenen Biathlon-Europameisterschaften 2008. Zum Ende der Saison 2007/08 gewann sie in Turin mit einem Sprint ihr einziges Rennen im Junioren-Weltcup.
Zum Auftakt der Saison 2008/09 debütierte Pitoń in Östersund im Biathlon-Weltcup und wurde dort 86. des Sprintrennens. Den Rest der Saison trat sie im IBU-Cup an. Ihr erstes Rennen war ein Sprint in Idre, bei dem sie 50. wurde. Bestes Ergebnis ist bislang ein 27. Platz, erreicht bei einem Sprint 2008 in Martell. Erstes richtiges Großereignis wurden die Biathlon-Europameisterschaften 2009 in Ufa. Im Einzel erreichte sie Platz 26, in Sprint und Verfolgung 24. Im Staffelrennen erreichte sie mit Katarzyna Leja, Magdalena Kępka und Katarzyna Jakieła den siebten Platz. Bei den Sommerbiathlon-Weltmeisterschaften 2009 in Oberhof wurde sie 22. im Crosslauf-Sprintwettbewerb, 23. der anschließenden Verfolgung. Bei den Wettkämpfen aus Skirollern erreichte Pitoń Platz 35 im Sprint und wurde 32. der Verfolgung. Kurz zuvor gewann sie mit der Silbermedaille an der Seite von Nykiel, Tomasz Puda und Sebastian Witek im Mixed-Staffelrennen bei den Sommerbiathlon-Europameisterschaften 2009 in Nové Město ihre erste Medaille im Leistungsbereich. Zudem wurde sie 19. im Sprint und 20. der Verfolgung. Nächstes Großereignis wurden die Biathlon-Europameisterschaften 2010 in Otepää, bei denen Pitoń 46. des Einzels, 27. des Sprints, 32. der Verfolgung und Siebte mit der Staffel wurde. 2011 erreichte die Polin in Ruhpolding ihr als 71. eines Einzels ihr bislang bestes Ergebnis im Weltcup. Bei den Biathlon-Europameisterschaften 2011 in Ridnaun kamen die Ränge 17 im Einzels, 25 im Sprint und 23 in der Verfolgung hinzu, mit der Staffel wurde sie überrundet. Im weiteren Jahresverlauf startete Pitoń in Nové Město na Moravě bei den Sommerbiathlon-Weltmeisterschaften 2011 und wurde 31. des Sprints und im Verfolger überrundet. Bei den Polnischen Meisterschaften 2012 gewann sie mit dem Sprint ihren ersten nationalen Titel.

## Biathlon-Weltcup-Platzierungen
Die Tabelle zeigt alle Platzierungen (je nach Austragungsjahr einschließlich Olympische Spiele und Weltmeisterschaften).
- 1.–3. Platz: Anzahl der Podiumsplatzierungen
- Top 10: Anzahl der Platzierungen unter den ersten zehn (einschließlich Podium)
- Punkteränge: Anzahl der Platzierungen innerhalb der Punkteränge (einschließlich Podium und Top 10)
- Starts: Anzahl gelaufener Rennen in der jeweiligen Disziplin

| Platzierung                      | Einzel | Sprint | Verfolgung | Massenstart | Staffel | Gesamt |
| -------------------------------- | ------ | ------ | ---------- | ----------- | ------- | ------ |
| 1. Platz                         |        |        |            |             |         |        |
| 2. Platz                         |        |        |            |             |         |        |
| 3. Platz                         |        |        |            |             |         |        |
| Top 10                           |        |        |            |             |         |        |
| Punkteränge                      |        |        |            |             |         |        |
| Starts                           |        | 1      |            |             |         | 1      |
| Stand: nach der Saison 2009/2010 |        |        |            |             |         |        |